# The Conjuring - Il caso Enfield
The Conjuring - Il caso Enfield (The Conjuring 2) è un film del 2016 diretto da James Wan.
Si tratta di un sequel del film horror soprannaturale del 2013 The Conjuring - L'evocazione, e il secondo capitolo dell'omonima serie cinematografica. I fatti narrati si svolgono nella Londra degli anni settanta, e sono noti come il poltergeist di Enfield.
L'edizione home video è stata distribuita con il titolo The Conjuring 2 - Il caso Enfield.

## Trama
Amityville, 1976. Ed e Lorraine Warren sono stati chiamati dalla Chiesa cattolica per confermare o smentire che la casa della famiglia Lutz – che ha abbandonato l'abitazione due mesi prima a causa di strane presenze – sia davvero infestata dagli spiriti; a sostegno delle parole dei Lutz c'è la testimonianza resa in tribunale da Ronald DeFeo Jr., che in quella casa uccise tutta la sua famiglia perché spinto proprio da presenze demoniache. Durante la seduta, Lorraine ha una visione in cui rivive gli omicidi di DeFeo. Oltre a ciò, le si manifesta un terrificante demone con le sembianze di suora che con un cenno le indica la morte di Ed, trafitto mortalmente da un palo di legno, in quella che sembra essere una profezia. Il demone-suora si manifesta a Lorraine in varie altre occasioni: durante una di esse la donna scarabocchia violentemente la sua Bibbia in stato di trance. Lo spirito perseguita Lorraine e compare in sogno a Ed, il quale ne dipinge anche un ritratto, fin da quando venne esorcizzato proprio dai due coniugi dal corpo di Maurice "Francese" Theriault in seguito agli eventi del film The Nun - La vocazione del male (uscito due anni dopo).
Dicembre 1977. Nel borgo londinese di Enfield, la famiglia Hodgson, composta dalla madre Peggy e dai figli Margaret, Janet, Johnny e Billy (il padre li ha abbandonati) vive delle esperienze paranormali che colpiscono prevalentemente l'undicenne Janet, la quale si vede improvvisamente colpita da sonnambulismo e incomincia a conversare con lo spirito di un signore anziano che insiste che la casa sia sua e che loro devono andarsene. Dopo l'intervento della polizia, il caso attira l'attenzione dei media: durante un'intervista per un programma TV, Janet viene posseduta dallo spirito che rivela di chiamarsi Bill Wilkins, di avere 72 anni e di essere morto in salotto sulla poltrona. In seguito al fatto, il ricercatore Maurice Grosse si convince che la bambina sia posseduta, mentre per la para-psicologa Anita Gregory la piccola finge. Quando però Janet mostra segni di possessione anche a casa dei vicini, Peggy e Vic Nottingham, la Chiesa chiede aiuto ai Warren.
Durante la permanenza dei Warren presso la residenza Hodgson, Lorraine non percepisce niente se non la paura della famiglia, così Ed fa sedere Janet sulla poltrona dove Wilkins morì, le fa tenere in bocca dell’acqua in modo da confutare il ventriloquio ed evoca lo spirito che però chiede a Ed e agli altri di voltarsi. Una volta che tutti si sono girati di spalle, Wilkins parla con Ed e prima di lasciare il corpo di Janet ripete una frase senza senso; in seguito ad altri eventi di possessione, in cui Janet viene trovata all’interno di un muro, sottoposto nuovamente alla visione del crocifisso lo spirito ripete ancora una frase priva di senso, diversa dalla precedente. Durante questo particolare momento, numerosi oggetti nella cucina vengono scagliati con violenza nella stanza nel lasso di tempo in cui Janet era scomparsa alla vista degli altri: tale evento però viene filmato da Anita Gregory e si vede che è Janet stessa a lanciare gli oggetti attraverso la stanza. Data l’apparente spiegazione razionale del fenomeno, i Warren se ne vanno per tornare negli Stati Uniti.
Rimasti soli in casa, Janet confida ai fratelli di aver davvero mosso lei gli oggetti in quell'occasione perché lo spirito ha minacciato di uccidere la sua famiglia se lei non avesse fatto andar via i Warren. Frattanto, mentre i Warren si trovano in treno pronti per ritornare a casa, Ed mette insieme i due messaggi registrati di Wilkins, i quali da soli erano privi di senso, ma una volta uniti si sente “aiutatemi, lui non mi lascia andare”. Lorraine ha quindi una visione del salotto degli Hodgson con Bill che, attraverso un indovinello, le dice come fermare colui che vuole prendersi Janet. Appena ripresasi, Lorraine dice al marito che devono correre da Janet perché Wilkins è solo una pedina di qualcosa di molto più forte e malvagio, che si rivela essere proprio il demone-suora, il quale è riuscito a celare la propria presenza ai Warren controllando lo spirito di Wilkins durante il dialogo con Ed e l’intervista alla stampa.
Quando arrivano dagli Hodgson, Ed corre in casa per aiutare Janet ma viene attaccato dall'Uomo Storto (un'altra manifestazione del demone-suora) dello zootropio di Billy, mentre, all’esterno, Lorraine capisce con l’aiuto di Ed che per rispedire il demone all'inferno deve pronunciare il suo nome, decifrando quindi l’indovinello di Wilkins, che aveva troppa paura per rivelare direttamente il nome a Lorraine. Cercando di ricordare, le torna in mente che gli scarabocchi che fece sulla sua Bibbia durante una delle sue visioni altro non erano che le lettere che compongono il nome del demone: Valak, il Profanatore, il Blasfemo, il Marchese dei Serpenti. Un fulmine colpisce l'albero di fronte alla casa, spaccandolo in modo che rimanga solo uno spuntone del tronco. Lorraine capisce allora che quella visione era un modo per tenerla lontana da Janet, pena la morte di Ed. Così, mentre Ed e Janet sono in bilico fuori dalla finestra proprio sopra allo spuntone dell'albero, Lorraine corre in casa e pronuncia il nome del demone malvagio che, indebolito, torna all'inferno. La mattina seguente, Ed e Lorraine vengono calorosamente ringraziati da Janet, mentre un testo rivela che Peggy visse il resto della sua vita in quella casa, morendo nel 2003 sulla stessa poltrona su cui Bill Wilkins era deceduto quarant'anni prima.
Tornati a casa, Ed mette lo zootropio di Billy nello scantinato vicino al carillon di April e alla bambola Annabelle, ritornando poi da Lorraine: i due, sulle note di Can't Help Falling in Love di Elvis Presley, ballano appassionatamente.
Durante i titoli di coda, si può sentire una delle registrazioni effettuate durante le indagini dei Warren, in cui si sente la piccola Janet Hodgson parlare con la voce di Wilkins.

## Produzione

### Concezione e sceneggiatura

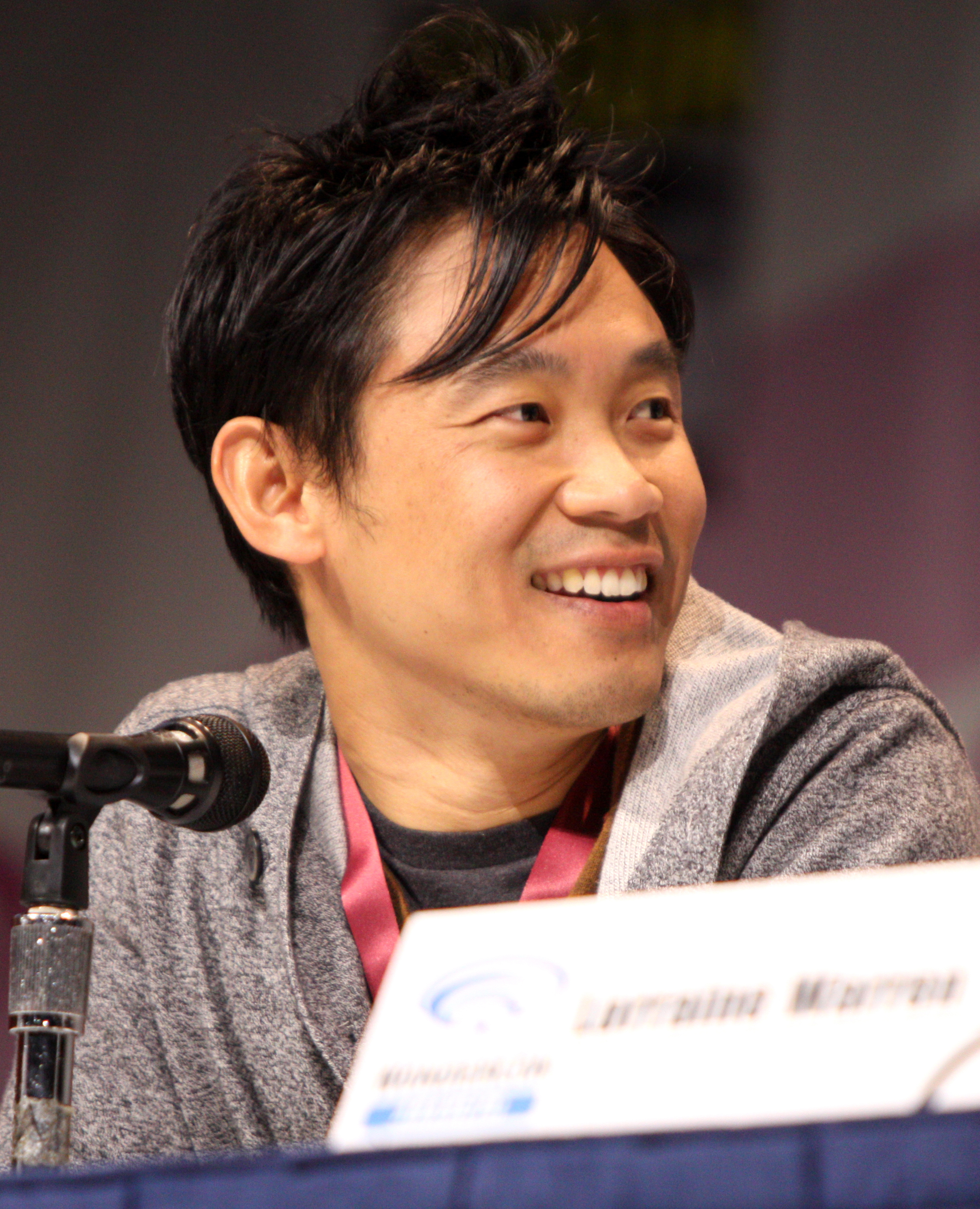
James Wan nel 2013

Già in prossimità dell'uscita del primo film, il 16 luglio 2013, la New Line Cinema annunciò di star lavorando a un seguito, per la cui regia, nel seguente mese di ottobre, venne confermato James Wan. La sceneggiatura, come il primo film, fu affidata ai fratelli Chad e Carey Hayes, con modifiche apportate da James Wan e la cui versione finale venne perfezionata da David Leslie Johnson-McGoldrick. Spiegando i motivi che l'hanno convinto ad accettare di curare il seguito, Wan ebbe occasione di dichiarare:
(James Wan durante un'intervista nel mese di marzo 2015)
La trama è incentrata sul poltergeist di Enfield, i cui fatti hanno avuto luogo tra il 1977 e il 1979 nella casa popolare londinese assegnata alla famiglia Hodgson; su tali vicende era stata basata anche la miniserie televisiva del 2015 Enfield - Oscure presenze. I coniugi Warren, che non appaiono nella miniserie, furono realmente tra i ricercatori a investigare sul caso e mentre molti ritennero la storia una bufala, generata dalle fantasie di una ragazzina in cerca di attenzione, la quale ammise anche di aver finto alcuni fenomeni per il timore di deludere le aspettative di qualcuno, altri rimasero convinti della genuinità delle vicende.

### Cast
Il contratto di Vera Farmiga e Patrick Wilson firmato per il primo film già prevedeva un'opzione per un eventuale seguito, quindi i due furono i primi membri del cast a essere ufficialmente scritturati nell'estate del 2013. In preparazione per il nuovo capitolo, entrambi hanno avuto occasione di visitare il New England Paranormal Research Center in Connecticut. Wilson dichiarò di aver apprezzato come il regista scelga tecniche diverse nel costruire la tensione per i film in cui è coinvolto e come il film si scosti rispetto alla linea narrativa e al finale del primo: l'attore, per il quale in The Conjuring 2 ha girato la scena per lui più paurosa nell'arco della sua esperienza con Wan iniziata con Insidious, apprezzò anche il maggiore spazio nella pellicola dato al punto di vista degli scettici del lavoro dei Warren.
Il resto del cast principale fu ingaggiato nel mese di settembre 2015. Il 15 settembre Frances O'Connor fu annunciata per il ruolo di Peggy Hodgson, la donna divorziata che vive nella casa infestata con i suoi quattro figli; mentre nei giorni seguenti si unirono al cast anche Simon McBurney, per il ruolo dell'investigatore Maurice Grosse, l'esordiente Lauren Esposito per il ruolo di una delle figlie di Peggy, Margaret Hodgson, che fu scelta mediante una lunga ricerca stanziata fra Stati Uniti, Inghilterra e Australia; Madison Wolfe per la parte della sorella protagonista, Janet; oltre a Patrick McAuley e Benjamin Haigh, interpreti dei figli maschi di Peggy, Maria Doyle Kennedy, Simon Delaney e Franka Potente, interprete dell'investigatrice collega di Maurice, Anita. Abhi Sinha, inoltre, interpreta l'assistente di Maurice e Anita, Harry Whitmark.

### Riprese
Dopo che James Wan cominciò a pianificare i lavori sul set visitando la capitale britannica nella primavera del 2015, le riprese si iniziarono a Los Angeles il 21 settembre 2015, proseguendo a Londra dalla seconda metà di novembre, dove si conclusero il 1º dicembre 2015. Il primo giorno di riprese in California, dove la produzione usufruì di agevolazioni fiscali per un valore di 5,6 milioni di dollari, un esorcista benedì i set. La direzione della fotografia, definita da Wan come una delle più sontuose dei suoi film, venne affidata a Don Burgess.

## Promozione
Dopo che le foto "dietro le quinte" raffiguranti i protagonisti sui set vennero diffuse su Twitter e Instagram, principalmente dal regista, durante le riprese, immagini promozionali ufficiali cominciarono a essere diffuse dalla fine di dicembre 2015, con la prima raffigurante Madison Wolfe nei panni di Janet in una scena del film. Il primo trailer, descritto da Beatrice Verhoeven di The Wrap come «pieno di attività paranormale, scene paurose e urla d'aiuto», venne pubblicato il 7 gennaio 2016, come pre-annunciato dal regista il giorno precedente. Il trailer, apprezzato da alcuni critici anche per non spoilerare la trama, include la tagline «La nuova storia vera tratta dagli archivi di Ed e Lorraine Warren».
Il 26 marzo 2016, Wan diffuse in anteprima il trailer completo al WonderCon. Nelle settimane precedenti, diversi spot televisivi sono stati mandati in onda. Il tutto è stato seguito da una featurette dal titolo Strange Happenings in Enfield (in italiano, Strani avvenimenti a Enfield), in cui le sorelle Hodgson e Lorraine Warren discutono le loro esperienze sul caso. Due settimane prima della messa in onda ufficiale del film, i fan hanno avuto la possibilità di aderire ad un'esperienza di Realtà Virtuale a 360º all'interno dell'abitazione in cui è stata girata la pellicola. In seguito, un'altra featurette è uscita, dal titolo Audio Recordings, che vede la registrazione della voce del demone che ha ispirato il film.

## Distribuzione

### Divieti
Negli USA è stata classificata "R"-Rating, cioè vietato ai minori di 17 anni "per terrore e orrore di violenza".
In Italia non hanno ricevuto alcun divieto.
Originariamente la Warner Bros. aveva pianificato l'esordio dell'opera nelle sale per il 23 ottobre 2015, poco più di due anni dopo l'uscita del primo film, distribuito dal mese di luglio 2013, e un anno dopo la distribuzione dello spin-off Annabelle. In seguito, anche per accomodare gli impegni del regista, la data d'uscita negli Stati Uniti di The Conjuring 2 venne fissata per il 10 giugno 2016. La pellicola è stata proiettata in anteprima globale al TCL Chinese Theatre il giorno 7 giugno 2016, entrando a far parte del programma del Los Angeles Film Festival.
In Italia è distribuito dal 23 giugno 2016 con il titolo The Conjuring - Il caso Enfield.

## Accoglienza

### Incassi
Fino al 21 giugno 2016, The Conjuring 2 ha incassato $102.4 milioni in Nord America e $215.5 milioni nel resto del mondo per un totale a livello globale di $318.3 milioni, rispetto a un budget di $40 milioni.
In Nord America, il film è stato reso disponibile dal 10 giugno 2016, stesso giorno in cui vennero distribuiti Warcraft e Now You See Me 2 ed è stato stimato un guadagno fra i $35 e i $40 milioni di dollari in 3.343 sale in cui è stato proiettato nel suo weekend di apertura. Il film ha incassato $3,4 milioni nel suo giovedì d'apertura, superando i $3,3 milioni ottenuti dal suo predecessore, e $16,4 milioni nel suo primo giorno. A fine weekend, il film ha guadagnato $40,4 milioni in 3.434 teatri (quasi corrispondenti ai $41,9 milioni del suo predecessore), che lo rendono il più grande esordio di un film horror sin dai tempi della pellicola originale, pubblicata nel 2013, e il più grande di tutti i tempi nel mese di giugno. Dopo aver primeggiato la classifica del box office americano nella sua prima settimana, il film ha dovuto affrontare un ripido decremento del 63,2% nel suo secondo week-end (guadagnando $14,8 milioni in 3.356 teatri): un calo molto più marcato de L'evocazione (46,9%) e anche del suo spin-off Annabelle (57,3%). Di conseguenza, è scivolato al terzo posto dietro i nuovi arrivati Alla ricerca di Dory e Central Intelligence.
Al di fuori del Nord America, il film è stato distribuito in 44 Paesi nello stesso fine settimana di programmazione del territorio statunitense, e ha incassato $51,5 milioni nel weekend di apertura in 10.400 schermi complessivi, esordendo secondo solo a Warcraft. A esso va aggiunto un altro incasso di $43,1 milioni nel suo secondo week-end in 57 Paesi, nonché il superamento della soglia dei $100 milioni. Tuttavia, è ancora rimasto al secondo posto del box office internazionale, dietro alla pellicola Alla ricerca di Dory.
Ha registrato il giorno di esordio più proficuo di tutti i tempi per un film di genere horror in 24 mercati internazionali, tra cui il Messico ($1,6 milioni), Brasile ($735.000), Australia ($401.000), e tutta l'America Latina. Inoltre, in termini di esordio fine settimanale, ha registrato il più grande incasso per un film horror nei sovracitati mercati messicani, brasiliani e australiani con un incasso di $9, $4,1 e $3 milioni rispettivamente. In Argentina, la pellicola è divenuta la più commercialmente venduta durante il suo esordio per la Warner Bros. con $2,85 milioni di dollari, dietro solo a Batman v Superman: Dawn of Justice, proiettato tre mesi prima. Altri notevoli risultati sono stati registrati in Corea del Sud ($4 milioni), in Spagna ($1,85 milioni) e in Russia ($1,75 milioni). Il film dovette fronteggiare la concorrenza costituita da Central Intelligence in Germania, esordendo a dispetto di quest'ultimo al secondo posto con un incasso di $2,1 milioni. Nel Regno Unito, la pellicola ha ottenuto il miglior week-end d'apertura della settimana, grazie ai $6,8 milioni guadagnati dalla proiezione in solo 504 teatri. Così facendo, ha superato il suo predecessore che esordì con $3,3 milioni. Anche in Italia, la pellicola è balzata direttamente in prima posizione alla classifica del box office nel suo giovedì di debutto: vi ha infatti incassato circa €232.516 ponendosi davanti a Angry Birds - Il film. Come previsto, il film, pur essendo proiettato da solo 356 schermi, ha mantenuto il primo posto anche al termine del suo week-end d'apertura: fino a domenica 27 giugno, ha incassato $1 milione di dollari (€930.950) con una media di $2.907 a schermo (€2.615).

## Riconoscimenti
- 2016 – Golden Trailer Awards[54]
  - Candidatura per il miglior horror
  - Miglior spot televisivo horror

## Sequel
A proposito di eventuali progetti futuri, Wan ha dichiarato: «Ci potrebbero essere molti più film legati a The Conjuring perché i Warren sono stati protagonisti di diverse altre storie.»  Ha anche affermato che, se un terzo film dovesse essere prodotto, sarebbe ideale che esso abbia luogo negli anni Ottanta. Alla fine del 2018 Wan ha svelato la trama di The Conjuring 3 dicendo: «La storia è legata a uno dei casi dei coniugi Warren. Si parla di un uomo processato per omicidio che sostiene di essere stato posseduto. Credo che sia la prima volta in assoluto nella storia americana che gli avvocati dell'accusato hanno usato la possessione demoniaca come difesa.» La regia è stata affidata a Michael Chaves e nel dicembre 2019 viene infine svelato il titolo del nuovo capitolo: The Conjuring - Per ordine del diavolo. Inizialmente previsto per settembre 2020, l’uscita viene posticipata al 4 giugno 2021 a causa della pandemia di COVID-19.

## Spin-off
Così come era stato per il primo film della saga, il 15 giugno 2016 è stato annunciato l'avvio dello sviluppo di uno spin-off intitolato The Nun - La vocazione del male, incentrato sulla suora demoniaca Valak, antagonista del film, la quale compare anche in un cameo in Annabelle 2: Creation. È scritto da David Leslie Johnson-McGoldrick e prodotto da James Wan e Peter Safran. La regia è stata affidata a Corin Hardy ed è stato distribuito nelle sale italiane a partire dal 20 settembre 2018.
Un ulteriore spin-off del film, basato sul personaggio dell'Uomo Storto, è attualmente in sviluppo.